# 角鹦鹉属
是鹦鹉科下的一个属。該屬是新喀里多尼亞和羅雅提群島省的特有種，與大洋洲的长尾鹦鹉属有著親密的關係。

## 分類學
角鸚鵡屬由美國鳥類學家詹姆斯·L·彼得斯於1937年建立，以独角鹦鹉作為本屬的模式種。這個屬名由古希臘語（意為「真實」）以及雞尾鸚鵡的屬名組成，該屬名於1832年由德國鳥類學家约翰·格奥尔格·瓦格勒建立。

## 下属物种
本属包括以下物种：
- 独角鹦鹉 Eunymphicus cornutus (Gmelin, JF, 1788)
- 烏維亞角鸚鵡 Eunymphicus uvaeensis (Layard, EL & Layard, ELC, 1882)